# Воскресенська церква (Київ)
|                                       |  |  |
| Фрагменти брами Воскресенської церкви |  |  |

Воскресе́нська це́рква (Це́рква Воскресі́ння Христо́вого) або Афга́нська церква — церква і пам'ятка архітектури XVIII століття в Києві, поруч з Києво-Печерською лаврою. Збудована у стилі українського бароко, на початку XX століття архітектурний ансамбль церкви був доповнений двома брамами. Розташована праворуч від дороги, яка веде до Ближніх і Дальніх печер.
Церква доповнює меморіал учасникам інтервенції СССР до Афганістану 1979—1989 років, розташований у сквері навпроти.

## Історія

### Дерев'яна церква
Деякі вчені припускають, що в ХІ столітті за доби Київської Русі на цьому місці стояв Дмитріївський монастир, збудований коштом великого київського князя Ізяслава Ярославича. На початку ХІІ століття на цьому місці був побудований дерев′яний храм, який став власністю Києво-Печерського монастиря і був освячений на честь Воскресіння Христового.
Церква згадується у записах Мартина Ґруневеґа, а також відмічена на плані Афанасія Кальнофойського у 1638 році. Згідно плану церква мала вигляд типової поліської дерев'яної церкви, з квадратним високим нефом, що завершується шатром з невеликою главкою. На північному заході від церкви знаходилася невелика двоярусна шатрова дзвіниця.
Приблизно у другій половині XVII століття (ймовірно, у 1679 році) на місці старої церкви було споруджено нову дерев'яну, яка позначена на плані Ушакова 1695 року. Ця церква мала високий восьмикутовий неф, до якого з заходу та зі сходу були прибудовані вівтар та нартекс.

### Мурована церква
Нинішній мурований храм на місці дерев'яного, було збудовано у 1696–1698 роках з ініціативи і коштом двоюрідного брата Гетьмана України Івана Мазепи — київського полковника Костянтина Мокієвського. Первісно храм був триапсидним, з середньою гранчастою та двома напівкруглими нижчими апсидами. Просторова композиція будівлі була симетричною. Підбанник був увінчаний банею у стилі бароко, з глухим ліхтарем і маківкою, вікна мали видовжені пропорції та розміщувалися досить високо. На західному фасаді розташовувався невисокий тамбур з трикутним фронтоном. Храм мав 2 престоли: головний — на честь Воскресіння Христового, другий — на честь апостолів Петра і Павла.
У 1860–1863 роках до західного фасаду церкви було прибудовано муровану дзвіницю з високою банею. Автором проекту був військовий інженер Микола Духонін, керував будівництвом архітектор П. Спарро. Дзвіниця мала три яруси, на третьому ярусі знаходилося 9 дзвонів. Перший, найбільший, важив 29 пудів 20 фунтів. На другому ярусі дзвіниці знаходилася «тепла» церква Різдва Богородиці. Також замість двох вівтарів було влаштовано один, Петропавлівський, у північній апсиді.
Через будівництво дзвіниці церква втратила симетрію та пропорційність, домінуючою у композиції стала дзвіниця. Тому у 1867 році розпочалася чергова реконструкція за проектом архітектора Грейфана, метою якого було перенесення акценту з дзвіниці на церкву. Храм надбудували, зробили п'ятибанним, що остаточно знищило первісний вигляд споруди.
Приблизно у 1860–1880 роках церковну ділянку біло обнесено цегляним муром, зведено будинки для священика, почту, приміщенні для прочан, свічні та іконні крамниці.
У 1884 році пожежа сильно пошкодила церкву, залишилася лише одна, центральна баня. Того ж року церкву було відновлено за проектом архітектора В. Ніколаєва у первісному, однобанному варіанті. Керував реставрацією київській підрядник Ф. Альошин (батько архітектора П. Альошина, живописними роботами — майстер П. Маликов. У церкві встановили кахельні пічки і дерев'яні хори.
У 1890 році храм за проектом інженера Олексія Середи перетворено на теплий, встановлено калориферне опалення. Тоді ж були усунуті вівтарні престоли, упорядковано жертовник. Хори були розібрані, церкву Різдва Богородиці закрили.
У 1918 році під час інтервенції в Україну більшовиків, церкву частково зруйновано гарматними снарядами. Тривалий час покрівля була відсутня, розписи руйнувалися під впливом атмосферних опадів. До нашого часу іконостас, розписи, реліквії храму практично не збереглися. У 1920-х роках храм закрили, а в його приміщеннях розмістилися реставраційні майстерні Держбуду. У 1941–1943 храм також постраждав від бомбардувань.
Перший після війни ремонт церкви був проведений 1954. У 1978–1985 роках проведено капітальну реставрацію за проектом архітекторів І. Малакової та В. Отченашка. Було відновлено втрачені фрагменти фасадів, завершення дзвіниці, первісну форму цоколю, зведено дерев'яний тамбур біля вхідних дверей. У 1985–1986 роках бригадою художника-реставратора О. Лісаневича відкрито шари настінного розпису церкви, що відносяться до XVII—XVIII століть. Фрагменти цих розписів можна побачити на південній стіні церкви.
Пізніше було встановлено різьблений дерев'яний іконостас, а сам храм заново розписано.

## Брами
Брами, що ведуть до подвір'я церкви — одна з півночі, з боку Лаври, інша — з заходу, збудовані у 1906 році за проектом військового інженера Жолтухіна муляром Миколою Шелгуновим (Жолтуновим) та слюсарем Морочинським. Вони прикрашені колонками, карнизами, банями з золоченими хрестами, також іконами, які були написані майстринею Ольгою Загвоздіною.

## Парафія
До 1786 року Вознесенська церква підпорядковувалася Києво-Печерській лаврі, пізніше перейшла до єпархіального підпорядкування. Спочатку його парафіянами були головним чином лаврські селяни, міщани з Печерського містечка, торговці, які приїздили на ярмарки. Згодом коло парафіян розширилось за рахунок офіцерів різних рангів, оскільки поруч була цитадель Печерської фортеці, будинок київських генерал-губернаторів.
У 1706 році парафія церкви нараховувала близько 100 дворів. У першій половині XVIII століття, коли почалося будівництво Печерської фортеці, мешканців Печерського містечка виселили у нову слободу, утворену в районі сучасних вулиць Князів Острозьких, Різницької та Рибальської. З того часу кількість парафіян невплинно знижувалася. У 1830 році їх було 3000 осіб, у 1864 році — близько 200 осіб. У 1860-х роках біля Вознесенської церкви був зведений будинок-готель для найбідніших прочан, які й склали парафію церкви.
У XVIII-XIX століттях церкву відвідувало чимало відомих людей: київські генерал-губернатори князі Д. Голіцин, М. Леонтьєв, військові губернатори М. Кутузов і О. Тормасов. Певний час настоятелем церкви був відомий у Києві церковний педагог, викладач Києво-Могилянської академії отець Георгій Августинович.
У листопаді 1920 року радянська влада зареєструвала церковну громаду Воскресенської церкви. Пізніше церкву було передано синодальній громаді РПЦ, а згодом і зовсім зачинено.
Наприкінці листопаду 1991 року храм відновив діяльність. Матері воїнів, які загинули під час військових дій Москви у Афганістані, доклали чимало зусиль для відновлення діяльності та реставрації храму, через що церква має неофіційну назву «Афганська». 1993 храмом остаточно заволоділа новостворена церква-філія РПЦ — УПЦ МП.
У червні-липні 2012 року стався конфлікт між Українських Союзом ветеранів Афганістану (воїнів-інтернаціоналістів) та керівництвом церкви через розпорядження церковним майном і використання коштів, які поступали як пожертвування та оплата за церковні товари. Афганці вважали, що частина пожертв має йти на допомогу ветеранам та сім'ям ветеранів, які її потребують, адже церква та парафія були відновлені на прохання та силами ветеранів-афганців. З іншого боку, представники РПЦ наполягали на своїх правилах, за якими тільки вони можуть розпоряджатися майном храму. 24 липня 2012 року представники УСВА на чолі з С. Червонопиським зайняли Воскресенську церкву та не пускали до храму настоятеля та священиків, протестуючи проти призначення настоятелем церкви новоспеченого єпископа Феодосія (у миру — Дениса Снігірьова).
25 серпня 2012 року розпорядженням Священого Синоду УПЦ (МП) Воскресенську церкву передано у розпорядження Київської духовної академії. З 22 січня по 6 березня 2013 року представниками УСВА церкву було зачинено для богослужінь. У середині березня 2013 року керівництва УПЦ та УСВА організували зустріч, на якій досягли первних компромісів: єпископа Феодосія було звільнено за посади і переведено до Хрестовоздвиженської церкви на Подолі, у церкві відновилися богосслужіння.